# 旺记

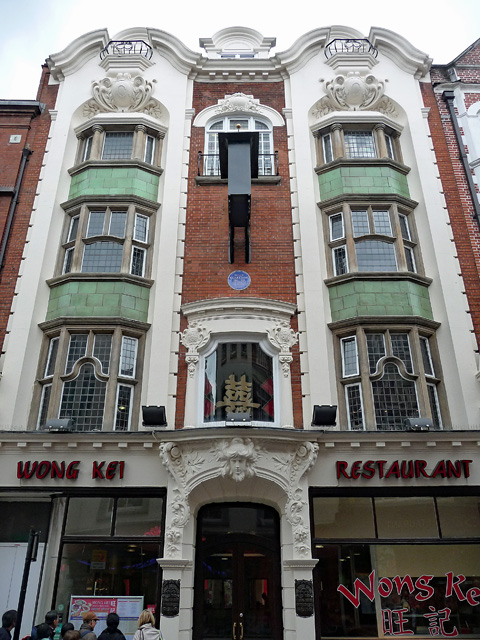
旺记

旺记（英語：Wong Kei），是英国伦敦唐人街华都街（Wardour Street）41－43号上一间著名的食肆。

## 历史
旺记以价廉物美的食物和拙劣的服务而闻名，但服务人员服务态度极其恶劣，这也成为人们去旺记必经的体验之一。尽管现在服务人员的态度有所改善，但仍然不能指望在旺记可以获得优质的服务。
旺记坐落在由女演员莎拉·伯恩哈特建造的房子裏，已经扩展到从地下室到三层的规模。
旺記2014年2月14日曾裝修，後已重新開業。